# Pseudoseisura unirufa
Pseudoseisura unirufa е вид птица от семейство Furnariidae. Видът е незастрашен от изчезване.

## Разпространение
Разпространен е в Боливия, Бразилия и Парагвай.